# Лучший стрелок
«Лу́чший стрело́к» (англ. Top Gun; также известен как «Топ Ган», «Воздушная гвардия» и «Школа асов») — американский кинофильм режиссёра Тони Скотта, снятый в 1986 году. Был отмечен четырьмя номинациями на премию «Оскар» и премией в категории «Лучшая песня» за песню «Take My Breath Away».
Фильм появился после того, как Джерри Брукхаймер прочитал вышедшую в мае 1983 года в журнале «California» статью о военно-морской школе United States Navy Fighter Weapons School, известной как Top Gun.
Слоган фильма «I feel the need, the need for speed» дал название серии гоночных компьютерных игр «Need for Speed». Также по фильму c 1986 года выпущено 18 видеоигр на разных платформах от 8-битных приставок до ПК и iOS.

## Сюжет
В 1986 году, во время операции «Каньон Эльдорадо», летчик ВМС США лейтенант Пит «Мэверик» Митчелл и его офицер радиолокационного перехвата лейтенант Ник «Гусь» Брэдшоу, дислоцированные в Индийском океане на борту USS Enterprise, летят на F-14A Tomcat. Во время перехвата двух вражеских МиГ-28 (вымышленных самолётов, изображенных Northrop F-5), ракета «Мэверика» нацеливается на один, в то время как другой вражеский нацеливается на ведомого «Мэверика», Билла «Пуму» Кортелла. «Мэверик» отгоняет его, но «Пума» так потрясен, что «Мэверику» приходится нарушить приказ и отвести его обратно на авианосец. «Пума» отказывается от своих крыльев, ссылаясь на своего новорожденного ребёнка, которого он никогда не видел. «Мэверик» и «Гусь» отправляются вместо «Пумы» капитаном авианосца Томом «Жало» Жарданом в Top Gun, Военно-морскую школу истребительного вооружения на Военно-морской авиабазе Мирамар.
За день до старта Top Gun «Мэверик» с помощью «Гуся» безуспешно пытается приблизиться к женщине в баре. На следующий день он узнает, что она астрофизик и гражданский инструктор Top Gun Шарлотта «Чарли» Блэквуд. Позже она заинтересовалась «Мэвериком», узнав о его перевернутом манёвре с МиГ-28, который опровергает разведданные США о его характеристиках.
Во время первого тренировочного полёта «Мэверик» побеждает инструктора — лейтенант-коммандера Рика «Шутника» Хизерли, но нарушает главное правило боя, совершая безрассудный полет, а затем ещё один, на максимальной скорости проносясь мимо диспетчерской вышки. «Мэверик» и «Гусь» получают выговор от главного инструктора — коммандера Майка «Гадюки» Меткалфа.
В частном порядке «Шутник» говорит «Гадюке», что восхищается мастерством «Мэверика», но он не знает, будет ли он доверять ему как товарищу по команде в бою. Лучший ученик лейтенант Том «Айсмен» Казански является соперником, считая отношение «Мэверика» «глупым», а его полеты «опасными», поскольку он часто бросает свою команду ради достижения безрассудных целей, что делает его «небезопасным» для полетов. В классе «Чарли» также возражает против его агрессивной тактики, но в частном порядке говорит ему, что восхищается его полетами, опуская это в своих отчетах, чтобы скрыть свои чувства; у них начинаются романтические отношения.
На тренировочном полёте 19 «Мэверик» бросает своего ведомого Рика «Голливуда» Нэйвена, чтобы преследовать «Гадюку», впечатляя «Гадюку» своими летными способностями. Тем не менее, он терпит поражение, когда оставляет своего ведомого «Голливуда», в результате чего Рик «Шутник» Хитерли смог зайти ему в хвост и «сбить» его, демонстрируя ценность командной работы по сравнению с индивидуальной. «Шутник» публично говорит «Мэверику», что его пилотирование превосходно, но он «никогда не должен оставлять своего ведомого».
«Мэверик» и «Айсмен», прямые конкуренты Top Gun Trophy, гоняются за A-4 в тренировочном полёте 31. Частью подсчета очков в каждом полете является время, затраченное на завершение каждого воздушного боя. Заметив, что «Айсмен» тянет время в ходе погони за А-4, поэтому его общий балл остается выше, чем у «Мэверика», «Мэверик» заставляет его отказаться от атаки на А-4, чтобы сбить его самому. Но F-14 пролетает через реактивную струю из двигателей самолёта «Айсмена», отчего у него отказывают оба двигателя и самолёт переходит в безвозвратный плоский штопор. «Мэверик» и «Гусь» катапультируются, но «Гусь» ударяется головой о фонарь кабины и погибает.
Комиссия по расследованию катастрофы снимает с «Мэверика» ответственность за смерть «Гуся», но его одолевает чувство вины, и он потрясен. «Чарли» и другие пытаются утешить его, но он думает об уходе. Он обращается за советом к «Гадюке», который служил вместе с отцом «Мэверика», Дюком Митчеллом, на авианосце USS Oriskany и участвовал с ним в воздушном бою времен Вьетнамской войны, где тот был убит. Вопреки официальным сообщениям, обвиняющим Митчелла, «Гадюка» утверждает, что он героически погиб. Он говорит ему, что может добиться успеха, если вернет себе уверенность в себе. «Мэверик» решает закончить школу, а «Айсмен» выигрывает трофей Top Gun Trophy.
Майк «Гадюка» Метколф и Рик «Шутник» Хитерли приглашают некоторых недавно окончивших школу авиаторов на выпускную вечеринку. Вместо вечеринки «Айсмен», «Голливуд» и «Мэверик» получают предписание немедленно отправиться на авианосец «Энтерпрайз» из-за «кризисной ситуации», обеспечивая воздушную поддержку для спасения SS Layton, выведенного из строя корабля связи, который дрейфовал во враждебных водах.
«Мэверик» и Сэм «Мерлин» Уэллс (бывший офицер радиоперехвата «Пумы») являются дублерами F-14, на которых летают «Айсмен» и «Голливуд», причем «Айсмен» обеспокоен психологическим состоянием «Мэверика». Последующий воздушный бой с шестью МиГами приводит к тому, что «Голливуд» сбит; «Мэверик» поднимается в одиночку из-за отказа катапульты, почти отступая при столкновении с обстоятельствами, аналогичными тем, которые привели к смерти «Гуся».
Наконец, присоединившись к «Айсмену», «Мэверик» отказывается оставить его без ведомого, сбив три МиГа. «Айсмен» сбивает один МиГ, а двое других ретируются. После своего триумфального возвращения на «Энтерпрайз» пилоты разделяют вновь обретенное уважение друг к другу. «Мэверик» выбрасывает жетоны «Гуся» за борт, пытаясь отойти от смерти своего друга.
Получив возможность выбрать место службы по своему выбору, «Мэверик» возвращается в Top Gun в качестве инструктора. В баре в Мирамаре он и «Чарли» воссоединяются.

## Актёрский состав
| Актёр           | Роль                                                                                    |
| --------------- | --------------------------------------------------------------------------------------- |
| Том Круз        | лейтенант Пит «Маверик» Митчелл (Maverick) военно-морской пилот                         |
| Келли Макгиллис | Шарлотта «Чарли» Блэквуд (Charlie) инструктор училища                                   |
| Вэл Килмер      | лейтенант Том «Айсмен» Казански (Iceman) антагонист и, впоследствии, ведомый «Мэверика» |
| Энтони Эдвардс  | лейтенант Ник «Гусь» Брэдшоу (Goose) штурман «Мэверика»                                 |
| Том Скерритт    | коммандер Майк «Гадюка» Метколф (Viper) ветеран Войны во Вьетнаме, начальник училища    |
| Майкл Айронсайд | лейтенант Рик «Шутник» Хитерли (Jester) инструктор училища                              |
| Джон Стокуэлл   | лейтенант Билл «Пума» Кортелл (Cougar) бывший ведомый «Мэверика»                        |
| Бэрри Табб      | лейтенант Генри «Вульфман» Рут (Wolfman) штурман «Голливуда»                            |
| Рик Россович    | лейтенант Рон «Скользящий» Кёрнер (Slider) штурман «Айсмэна»                            |
| Тим Роббинс     | лейтенант Сэм «Мерлин» Уэллс (Merlin) штурман «Пумы»                                    |
| Кларенс Гильярд | лейтенант Маркус «Закат» Уильямс (Sundown) штурман «Чиппера»                            |
| Уип Хабли       | лейтенант Рик «Голливуд» Нэйвен (Hollywood) ведомый «Айсмана»                           |
| Джеймс Толкан   | коммандер Том «Жало» Жардан (Stinger) капитан авианосца «Энтерпрайз»                    |
| Мег Райан       | Кэрол Брэдшоу жена «Гуся»                                                               |
| Эдриан Пасдар   | лейтенант Чарли «Чиппер» Пайпер (Chipper) учащийся училища                              |
| Рэндалл Брэйди  | лейтенант Дэвис                                                                         |
| Дьюк Страуд     | Джонсон руководитель полётов авианосцаAir boss                                          |
| Брайан Шиэн     | Спроул                                                                                  |

## Саундтрек
- «Danger Zone» — Кенни Логгинс
- «Mighty Wings» — Cheap Trick
- «Playing With the Boys» — Кенни Логгинс
- «Lead Me On» — Тина Мари
- «Take My Breath Away (Love theme from „Top Gun“)» — Berlin
- «Hot Summer Nights» — Miami Sound Machine
- «Heaven in Your Eyes» — Loverboy
- «Through the Fire» — Ларри Грин
- «Destination Unknown» — Marietta
- «Top Gun Anthem» — Харольд Фальтермайер и Стив Стивенс

Не включены в оригинальное издание
- «(Sittin' on) the Dock of the Bay» — Отис Реддинг
- «Memories» — Харольд Фальтермайер
- «Great Balls of Fire» (Original Version) — Джерри Ли Льюис
- «You’ve Lost That Lovin' Feeling» — The Righteous Brothers
- «Playing with the Boys» (12" Version) — Кенни Логгинс

## Продолжение
Продолжением фильма «Лучший стрелок» является фильм Джозефа Косински «Топ Ган: Мэверик», события в котором происходят через 36 лет после событий данного фильма.